# Artoria impedita
Artoria impedita är en spindelart som först beskrevs av Simon 1909.  Artoria impedita ingår i släktet Artoria och familjen vargspindlar.
Artens utbredningsområde är Western Australia. Inga underarter finns listade i Catalogue of Life.